# Eduard Otto Zwietusch

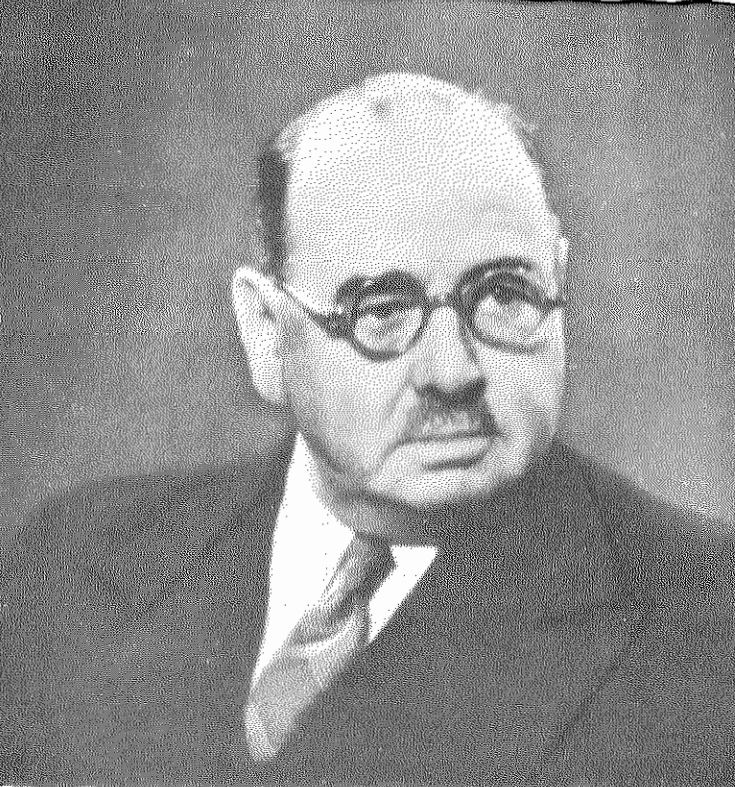
Eduard Otto Zwietusch

Eduard Otto Zwietusch (* 20. Januar 1866 in Milwaukee Wisconsin; † 8. August 1931 in Berlin) war ein amerikanisch-deutscher Fernmeldetechniker und Erfinder.

## Leben
Eduard Otto Zwietusch wurde als Sohn deutscher Einwanderer am 20. Januar 1866 in Milwaukee/Wisconsin in den USA geboren.
Nach dem Abschluss an der amerikanischen University of Wisconsin–Madison trat er 1887 in die Western Electric Company in Chicago ein.
Er wurde aufgrund seiner guten Deutschkenntnisse für den Auslandsdienst ausgewählt und ging 1888 nach Berlin, wo er als leitender Angestellter in die von der Western Electric gegründete Telefonfabrik F.R. Welles eintrat. Welles führte die Produkte der zur American Telephone & Telegraph (AT&T) gehörenden Western Electric bei der Deutschen Reichspost ein.
Unter der Leitung von Zwietusch wuchs das Unternehmen, so dass er 1901 ein großes Werk unter der Firma Telephon Apparat Fabrik E. Zwietusch & Co. in Berlin-Charlottenburg als assoziiertes Unternehmen der Western Electric Company eröffnen konnte. 1904 nahm er die deutsche Staatsbürgerschaft an.
Im Industriequartier «am Salzufer» in der Nähe des Konkurrenten Siemens arbeitete Zwietusch mit amerikanischen Ingenieuren und den Patenten der Western Electric Co. Chicago. Dank seinem Geschick in technischen und produktionstechnischen Fragen wurde die Firma in kurzer Zeit zu einem florierenden Unternehmen. In Zusammenarbeit mit der Reichspost entwickelte er wichtige Veränderungen und Neuerungen auf dem Gebiet des Fernsprechwesens, die von der Deutschen Reichspost eingeführt wurden.
Als Ingenieur war er im produzierenden und kaufmännischen Bereich gleichermaßen bewandert. Er konstruierte Apparate, die ausschließlich aus Stanzteilen bestanden, und versuchte komplizierte und schwierige Stanzungen zu verwirklichen. Telefonapparate waren damals aus vielen kleinen, zusammengenieteten Teilen und aus kleinen Gussteilen zusammengesetzt.
Neben Telefonen und ihren Bestandteilen wurden Kabel, Ausrüstungen für die Rohrpost und Amtszentralen sowie Lötkolben und Stempeluhren entwickelt. Zwietusch war neben Siemens & Halske einer der wichtigsten Lieferanten der Reichspost.
1930 gab es in Berlin 17 Manufakturen, die fernmeldetechnische Geräte herstellten, darunter bekannte Namen wie Mix & Genest, Deutsche Telephonwerke DeTeWe und C. Lorenz.
Zwietusch leitete das Unternehmen am Salzufer bis 1921. Anschließend betreute er bis 1926 die Interessen der International Western Electric Company, der späteren International Standard Electric Corporation. 1927 wurde er Generaldirektor der Vereinigten Telephon- und Telegraphenfabrik AG Czeija, Nissl & Co. in Wien und 1930 Geschäftsführer der Telephonfabrik Berliner AG, Berlin-Steglitz. Zuletzt war er Generaldirektor der C. Lorenz AG in Berlin.
1931 starb er, 66-jährig, an den Folgen eines Autounfalls.